# Venus vor dem Spiegel (Tizian / Werkstatt)
Venus vor dem Spiegel ist ein zwischen 1555 und 1560 entstandenes Gemälde aus der Werkstatt des Tizian, das sich heute im Wallraf-Richartz-Museum & Fondation Corboud in Köln befindet. „Das Thema existiert in ungezählten Fassungen. Einhellig als eigenhändige Arbeit Tizians anerkannt wird heute das Bild in der National Gallery of Art, das aus Tizians Nachlass stammt.“ Der Maler entwickelte damit den Bildtypus Toilette der Venus.
„Erhaltungszustand: doublierte Leinwand, starke Verputzungen, viele behandelte Risse, Retuschen; fast das ganze Bild ist lasierend übermalt; der hinter Venus stehende Cupido war zeitweilig übermalt und wurde zu Beginn unseres Jahrhunderts freigelegt; diese Übermalung war alt, möglicherweise ein ursprüngliches Pentimenti; Kilényi (1906) leitete daraus weitere, zum Teil erhebliche Kompositionsveränderungen ab.“

## Werk

Venus mit einem Spiegel (Tizian, um 1555) – dieses Gemälde (National Gallery of Art, Washington) gilt als erste eigenhändige Version Tizians

Dargestellt wird eine intime und zugleich erotische Szene im Sinne des 16. Jahrhunderts. Das Bild zeigt einen sitzenden Halbakt einer Frau auf ihrem Bett. Fast unbekleidet blickt sie in einen Spiegel, der von zwei geflügelten Putten gehalten wird. Neben dem Fuß der vorderen liegt ein Bogen sowie ein Köcher mit Pfeilen. Ikonographisch kann die Dame hiermit als Venus mit Amor identifiziert werden, weshalb dieses Motiv auch als Venus mit Amor bei der Toilette bekannt ist. Venus, die Göttin der Schönheit, Liebe und körperlichen Begierde, sitzt hier auf einem zeitgenössischen Bett. Unten rechts ist das Futon zu erkennen und am linken Bildrand ein schwerer Vorhang, mit dem das Bett vor den Blicken der Anderen verborgen und die Wärme der darin befindlichen Personen länger gehalten werden kann.
Die Blickposition auf das Bildgeschehen ähnelt der eines unentdeckten Voyeurs. Der Kopf der Venus ist im Dreiviertelprofil dargestellt. Die gerade Nase, natürliche, schmale Lippen und ein wohlgeformtes Kinn entsprechen idealtypischen antiken Vorstellungen. Die elegante Frisur mit eingeflochtener Perlenschnur entspricht der Mode der Renaissance. Des Weiteren trägt Venus verschiedenen Schmuck an der Hand und am Handgelenk.

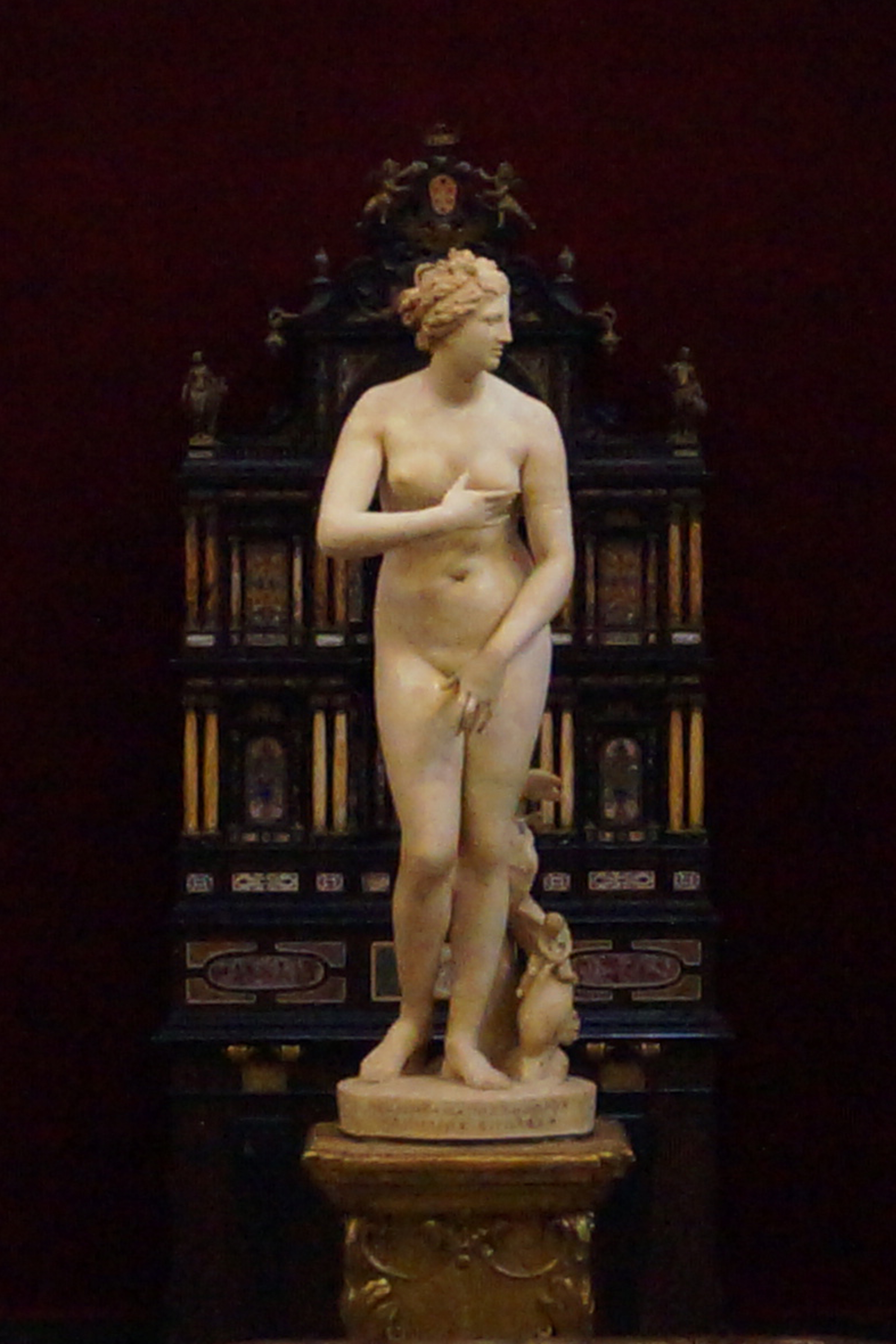
Statue der Venus Medici, Beispiel einer Venus pudica

Die Blöße ihrer linken Brust verdeckt sie mit erhobener linker Hand, während sie mit der rechten Hand eine prachtvolle, dunkelrote Samtdecke mit wertvollem Pelzbesatz und Perlenstickereien über ihre Scham zieht. So wird ihre Schönheit gleichzeitig verdeckt und enthüllt. Dieses erotische Spiel wird durch die leichte Röte ihrer Wangen unterstützt. Die Pose der Venus Tizians erinnert an den Typus der schamvollen Venus, der Venus pudica,  so etwa an die Venus Medici, eine antike Statue aus dem 1. Jahrhundert v. Chr., die im 16. Jahrhundert im Besitz der Familie Medici war.
Bei genauerer Betrachtung des Körpers der Venus fällt auf, dass Kopf und Hände in höchster Malkunst vollendet gemalt sind und die Hautfarbe völlig natürlich erscheint. Arme und Schultern erscheinen hingegen trotz der gleichen Vollkommenheit in ihren Proportionen eher männlich zu sein, was daran lag, dass es keine weiblichen Aktmodelle gab, da dies als unschicklich galt. In der Literatur wird auch auf eine Ähnlichkeit in der Darstellung zwischen Tizians Toilette der Venus von 1555 und Giovanni Bellinis Junge Frau bei der Toilette von 1515 verwiesen.

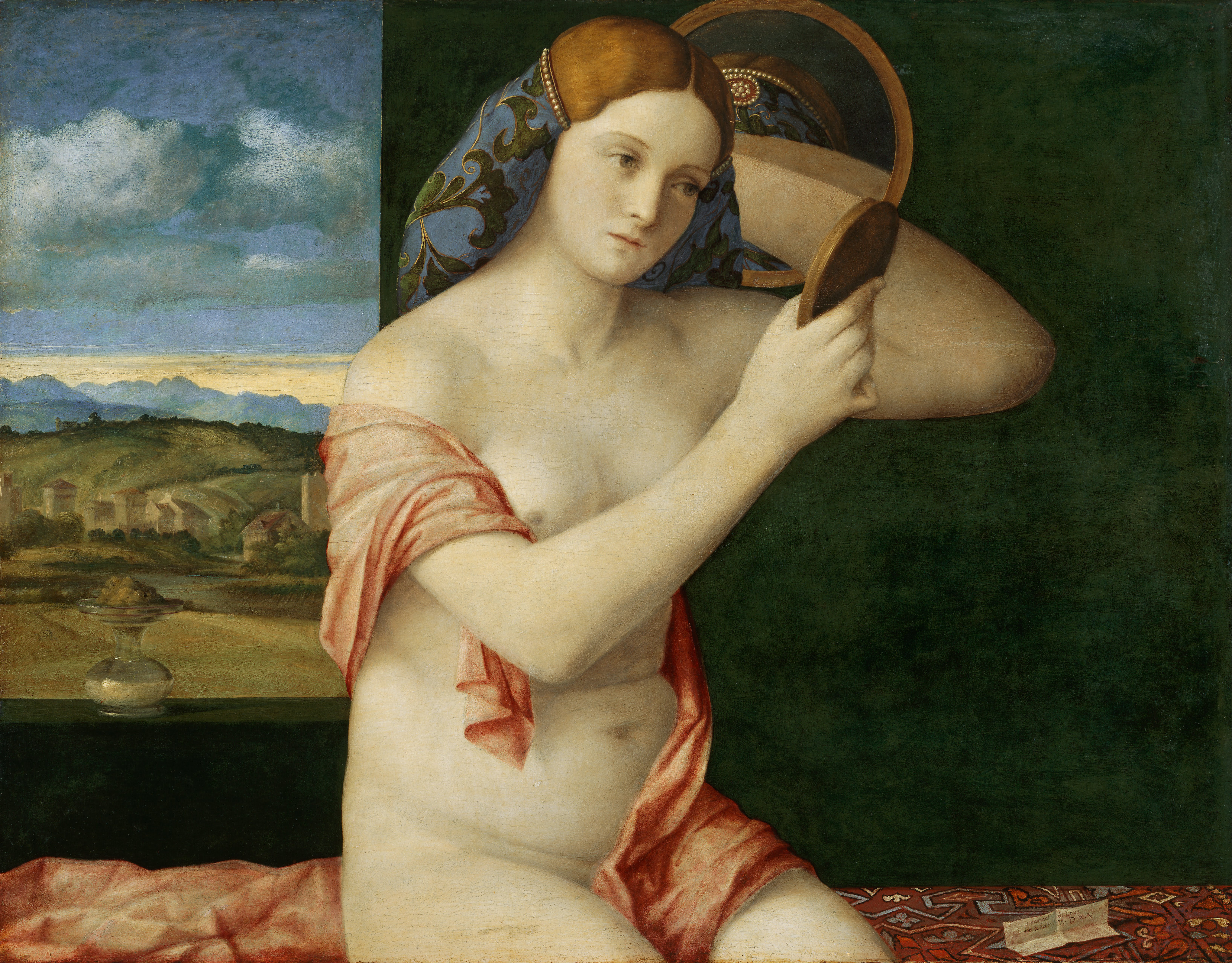
Junge Frau bei der Toilette (Giovanni Bellini, 1515; Kunsthistorisches Museum)

Venus blickt über ihre linke Schulter in den von zwei Putten getragenen Spiegel, beide schauen Venus an. Der vordere nackte Cupido ist in Rückenseitenansicht so dargestellt, dass er als geflügeltes Wesen sichtbar wird, das eine Schärpe trägt. Zu seinen Füßen liegen der Bogen und ein Köcher mit Pfeilen, wie beiläufig weggelegt, um sich einer wichtigeren Aufgabe zu widmen. Während seine rechte Hand den Spiegel stützt, fällt kaum auf, dass die linke ein gerafftes grünliches Gewebe hält. Auf dem wohl älteren Gemälde Tizians, das sich heute in Washington (National Gallery of Art) befindet, wird der Spiegel von einem Cupido allein gehalten, während der hintere Putto einen Siegerkranz zum Haupt der Venus führt. Dagegen halten auf dem aus der Werkstatt Tizians stammenden Gemälde in Köln (Wallraf-Richartz-Museum & Fondation Corboud) beide Knaben gemeinsam den Spiegel. Venus ihrerseits schaut beidenfalls auf ihr Spiegelbild. Bei beiden Bildern wird der Betrachter zum Zeugen eines Augenblickgeschehens.
Die Erotik der Darstellung wird durch einen goldroten Farbton der Szene verstärkt, der ein Markenzeichen der Malweise Tizians ist (Tizianrot).

## Deutung
„Die Darstellungen der Göttin sind geprägt von vielschichtigen Interpretationsmöglichkeiten, humanistischen Deutungen, barocken Allegorien bis hin zur Tiefenpsychologie“. Das Spiegelmotiv mit der Möglichkeit, eine Person von unterschiedlichen Seiten zu zeigen, erfreute sich während der Renaissance in ganz Europa großer Beliebtheit. Im Wettstreit der Künste (Paragone) kam dem Spiegel in der Malerei deshalb eine besondere Bedeutung zu. Darüber hinaus konnte ein Spiegel jedoch auch als „Zauberspiegel“ eine Kristallwahrsagung reflektieren.
Beim Bild aus der Werkstatt Tizians ist das Spiegelbild nicht sehr ausgeprägt gemalt und lässt wenige Einzelheiten von Gesicht und Schultern der Göttin erkennen. Es scheint, als ob Venus im ruhigen Selbstgenuss ihr Spiegelbild betrachtet und „ihre natürlichen und künstlichen Reize, Leib, Gewand und Schmuck in ihrem köstlich abgewogenen Zusammenspiel fast schauspielerisch erprobt.“ Damit ist dieses Bild, „der sich spiegelnden Frau als typische Verkörperung der Eitelkeit“ zu deuten.
Beim Gemälde, das Tizian selbst gemalt hat, ist dies etwas anders. Das Spiegelbild von Venus lässt eine deutlich gealterte Frau erkennen. Damit wird es zu einem Vanitasbild, dass die Mahnung: „Erkenne Dich selbst“ veranschaulicht.

## Werkstatt
Zeigte ein Junge damals ausreichendes künstlerisches Talent, konnte er in die Werkstatt eines etablierten Malers eintreten und dort eine Lehre beginnen. Erst mit der Gründung der ersten Kunstakademie 1563 durch Vasari in Florenz änderte sich dies langsam. Egal, ob die Lehre in einer Werkstatt oder das Studium an einer Kunstakademie begonnen wurde, die Ausbildung umfasste zwei bis vier Jahre. „Die Lehrjungen beteiligten sich frühzeitig an der Herstellung von Kunstwerken, indem sie untergeordnete Bildpartien ausführten oder Kopien nach Arbeiten des Meisters anfertigten. Die Imitation des Lehrers diente neben der Produktion verkäuflicher Werke der Übung und Aneignung einer spezifischen Manier.“
Tizians Werkstatt bestand hauptsächlich aus Familienangehörigen.
„Alle Zeitgenossen stimmen darin überein, dass die genannten Familienmitglieder ebenso wie die übrigen Werkstattgehilfen wenig selbständig gewesen seien, und Vasari meinte tadelnd, Tizian habe es unterlassen, sie zu unterrichten und künstlerisch zu fördern…. Nicht ohne Grund hieß es in Venedig: Hätten seine Schüler ihm nicht viel Arbeit abgenommen, hätte Tizian nie und nimmer so viele Bilder vollenden können.“
„Die Abgrenzung zwischen eigenhändigen Wiederholungen, Werkstattwiederholungen und späteren Wiederholungen und Kopien ist hier naturgemäß umstritten.“
Tizian malte „alla prima“. … Da konnten Figuren hinzukommen und andere verschwinden, … mit bloßem Auge sind viele dieser Pentimenti noch am fertigen Bild zu erkennen.
Bevor das Bild aus Köln Anfang des 20. Jahrhunderts gereinigt wurde, hielt nur ein Cupido den Spiegel. Der zweite Cupido, der hinter Venus den Spiegel hält, war ursprünglich übermalt worden. Es konnte nicht geklärt werden, wer diese Veränderung vorgenommen hat. Allerdings weisen viele Kopien des Bildmotivs nur einen bzw. keinen Cupido auf und sind wahrscheinlich Kopien der Kopie.
„Immerhin existieren zahlreiche Kopien ... und zwar im Zustand des noch übermalten hinter Venus stehenden Eroten.“

## Provenienz
Die Provenienz ist bis zum ersten Vorbesitzer von 1643 zurückverfolgt.
Das Bild befindet sich seit 1968 als Leihgabe der Bundesrepublik Deutschland im Wallraf-Richartz-Museum in Köln.